# Cheiracanthium bannaensis
Espèce
Cheiracanthium bannaensis est une espèce d'araignées aranéomorphes de la famille des Cheiracanthiidae.

## Distribution
Cette espèce est endémique du Yunnan en Chine,. Elle se rencontre dans le xian de Menghai.

## Description
Le mâle holotype mesure 9,38 mm et la femelle paratype 9,68 mm.

## Systématique et taxinomie
Cette espèce a été décrite par Li et Zhang en 2024.

## Étymologie
Son nom d'espèce, composé de banna et du suffixe latin -ense, « qui vit dans, qui habite », lui a été donné en référence au lieu de sa découverte, la préfecture de Xishuangbanna.

## Publication originale
(mai 2024).
- Li & Zhang, 2024 : « Two new species of the genus Cheiracanthium C. L. Koch, 1839 (Araneae, Cheiracanthiidae) from China. » ZooKeys, vol. 1200, p. 145-157 (texte intégral).